# Episodi di Knock on Any Door (seconda stagione)
La seconda e ultima stagione della serie televisiva Knock on Any Door è stata trasmessa in anteprima nel Regno Unito dalla ITV tra il 7 maggio e il 16 luglio 1966.
| nº | Titolo originale             | Prima TV UK    |
| -- | ---------------------------- | -------------- |
| 1  | Sunday in Prospective        | 7 maggio 1966  |
| 2  | Pig Iron Johnny              | 14 maggio 1966 |
| 3  | The Diary of Mr. Casson      | 21 maggio 1966 |
| 4  | The Ballad of Queenie Swann  | 28 maggio 1966 |
| 5  | The Dear Ones                | 4 giugno 1966  |
| 6  | A Laugh at the Dark Question | 11 giugno 1966 |
| 7  | We Don't Often Lose a Boffin | 18 giugno 1966 |
| 8  | Reluctant Witness            | 25 giugno 1966 |
| 9  | The First Day of Spring      | 2 luglio 1966  |
| 10 | White Rhino                  | 9 luglio 1966  |
| 11 | The Paris Trip               | 16 luglio 1966 |

## Sunday in Prospective
- Prima trasmissione: 7 maggio 1966
- Regia: John Cooper
- Sceneggiatura: Richard Harris

### Trama
- Interpreti: Wendy Hiller (Bee Burton), John Stride (David Burton), Sheila Reid (Sue Burton), Michael Turner (Arthur Burton)

## Pig Iron Johnny
- Prima trasmissione: 14 maggio 1966
- Regia: Cecil Petty
- Sceneggiatura: Lewis Greifer

### Trama
- Interpreti: Elizabeth Burger (Amy Isaacs), Ivor Dean (Jimmy), Edward Dentith (presidente), Vernon Dobtcheff (Fred Archer), Alan Gerrard (Wiltshire), David Hart (conduttore del notiziario), Robert Kee (intervistatore televisivo), John Line (Reggie Cassidy), Malcolm McDowell (Gordon Isaacs), Eric Porter (Johnny Isaacs), Angela Thorne (Norah Williams), Ken Wayne (Stan Williams)

## The Diary of Mr. Casson
- Prima trasmissione: 21 maggio 1966
- Regia: Cecil Petty
- Sceneggiatura: Michael Pertwee

### Trama
- Interpreti: Robert Lang (John Casson), Ann Firbank (Victoria Rayne), Karin Fernald (Maggie Rayne), Laurence Hardy (William Rayne), Rosemary Frankau (Elida Grayson), Carolyn Pertwee (Jenny Wallis), Mark Powell (Jeremy Watson), Ian White (Spencer), Penny Brahms (giovane ragazza), Paul Robert, Paul Marklew (due adolescenti)

## The Ballad of Queenie Swann
- Prima trasmissione: 28 maggio 1966
- Regia: John Cooper
- Sceneggiatura: Ted Willis

### Trama
- Interpreti: Billie Whitelaw (Queenie Swann), Ewan Hooper (Tom), Donald Morley (Dick), Denys Graham (Harry), Fulton Mackay (James Sunridge), Helen Fraser (Polly)

## The Dear Ones
- Prima trasmissione: 4 giugno 1966
- Regia: Cecil Petty
- Sceneggiatura: Hugh C. Rae

### Trama
- Interpreti: Brenda Bruce (Sarah Scoullar), John Laurie (Peter Fisher), Agnes Lauchlan (Annie McKenzie), Renee Houston (Marion Scoullar), Dorothy Reynolds (Celia Waters), Patricia Heneghan (Helen Regan), Hannah Gordon (Madge), Jean Holness (Mrs. Gifford), Robert James (Brian Regan), Alex McDonald (Bob), Maggie McGrath (Mrs. Cockle)

## A Laugh at the Dark Question
- Prima trasmissione: 11 giugno 1966
- Regia: John Cooper
- Sceneggiatura: Bruce Stewart

### Trama
- Interpreti: John Bennett, Amanda Grinling (Ruth), Peter Sallis

## We Don't Often Lose a Boffin
- Prima trasmissione: 18 giugno 1966
- Regia: Shaun O'Riordan
- Sceneggiatura: John Graham

### Trama
- Interpreti: Clare Austin (Celia), Iain Burton (Weslie), Edward Caddick (Mr. Nelson), Ida Goldapple (Mary), Jacqueline Jones (Deidre Tricklebank), T.P. McKenna (Mr. Sand), Edward McMurray (Henry), William Mervyn (Sir James), Jack Rodney (Sir Malcolm), Peter Woodthorpe (dottor Gordon Grebe)

## Reluctant Witness
- Prima trasmissione: 25 giugno 1966
- Regia: Cecil Petty
- Sceneggiatura: Robert Holles

### Trama
- Interpreti: Peter Copley (Cedric Pritchard), Peter Welch (ispettore Bartlett), Jessica Dunning (Margaret Pritchard), Carmen Silvera (ispettore Thompson), John Gugolka (Terry Pritchard), John Frawley (Wicks), David Futcher (vescovo), Pauline Harris, Charlotte Selwyn (casalinghe), Max Howard (Dave), Olive Lucius (Mrs. Dover), Claire Marshall (Sybil Pritchard), Charles Rea (capo sovrintendente), Dervis Ward (sergente Dunn)

## The First Day of Spring
- Prima trasmissione: 2 luglio 1966
- Regia: John Nelson-Burton
- Sceneggiatura: George Morton

### Trama
- Interpreti: Brenda Bruce (moglie), Michael Goodliffe (marito), Finlay Currie (anziano), Ruth Meyers (ragazza), Martin Boddey (amico), Fred Beauman (assistente), Leslie Handford (Parson), Michael Lynch (giornalista), Christopher Witty (ragazzo)

## White Rhino
- Prima trasmissione: 9 luglio 1966
- Regia: Quentin Lawrence
- Sceneggiatura: Eric Paice

### Trama
- Interpreti: Rosalind Atkinson (Mrs. Stewart), William Burleigh (Alan Anderson), Janet Burnell (Lady Lamberhurst), Edward Burnham (Harry Hodgson), Peter Harrison (Reg), Peter Mackriel (Dave), André Morell (McIntyre), Priscilla Morgan (Janet Anderson), Bryan Mosley (Jim Baldwin), Marianne Stone (Barbara), Charles Tingwell (Bill Anderson)

## The Paris Trip
- Prima trasmissione: 16 luglio 1966
- Regia: Graham Evans
- Sceneggiatura: Ronald Harwood, Ted Willis

### Trama
- Interpreti: James Appleby (tenore), Frances Cuka (Louise), Paul Gillard (portiere d'albergo), Kenneth Haigh (Max Martin), Bob Harris (custode), Kenneth Keeling (Mr. Cramble), Shivaun O'Casey (Miss Turner), Victor Platt (Mr. Holling), Aubrey Richards (Mr. Hubert), Kenneth Seeger (Henri), Maxwell Shaw (Marcel), June Watson (Doll)